# 香港非物質文化遺產
香港非物質文化遺產是指位於香港的非物質文化遺產。現時，「香港非物質文化遺產清單」上共有507個項目；首份「香港非物質文化遺產代表作名錄」上共有20個項目。
文化遺產一般分為  “有形文化遗产”和“无形文化遗产”，而非物質文化遺產属于“无形文化遗产”。“有形文化遗产”即传统意义上的“文化遗产”，根据《保护世界文化和自然遗产公约》，“有形文化遗产”包括历史文物、历史建筑、人类文化遗址；而“无形文化遗产”即非物質文化遺產，是指：被各群體、團體、有時為個人視為其文化遺產的各種實踐、表演、表現形式、知識和技能及其有關的工具、實物、工藝品和文化場所。
简而言之，非物質文化遺產是非实物的，是无形的，与传统意义上的“有形文化遗产”不同。

## 「香港非物質文化遺產清單」[3][4]
根據聯合國教育、科學及文化組織（聯合國教科文組織）的《保護非物質文化遺產公約》（《公約》）的規定，各締約國（地區）應在社區、群體和相關非政府組織的參與下，確認和確定境內各種非物質文化遺產項目，以編製非物質文化遺產清單，作為保護的基礎。香港特別行政區政府在2006年《公約》生效後，隨即籌劃進行全港性非物質文化遺產普查，以蒐集研究數據，並用以編製香港首份非物質文化遺產清單。2008年，港府成立非物質文化遺產諮詢委員會（非遺諮委會），督導全港性非物質文化遺產普查的工作。2009年8月，委聘香港科技大學華南研究中心（研究中心）進行全港性非物質文化遺產普查。
2009年9月28日，時任民政事務局局長曾德成表示，港府已向國家申請將長洲太平清醮、大澳端午遊涌、大坑舞火龍和香港潮人盂蘭勝會列為第三批國家級非物質文化遺產。而是次申報的4個項目，皆屬於《公約》所界定的「社會實踐、儀式、節慶活動」類別。2011年6月3日，曾德成表示很高興得悉這4個非物質文化遺產項目成功列入第三批國家級非物質文化遺產名錄。
歷經3年多的時間作廣泛研究、實地考察和深入討論，整項普查工作於2013年年中完成。研究中心並且在接近800個本地非物質文化遺產個案中，推薦了一份包含477個主及次項目的香港非物質文化遺產建議清單。
2013年7月10日至11月9日，港府展開為期4個月的公眾諮詢以了解社會各界的意見。期間，政府除收到十八區區議會和鄉議局的意見外，還收到多份由市民和團體提交的書面意見。非遺諮委會參考了公眾意見後，將建議清單項目由477個增至480個。該份建議清單最後獲政府確認，並於2014年6月公布為香港首份非物質文化遺產清單。

## 首份「香港非物質文化遺產代表作名錄」[2]
2017年8月14日，香港政府康樂及文化事務署公佈首份「香港非物質文化遺產代表作名錄」，它為政府提供參考依據，並為那些具高度文化價值和急需保存的項目，在需採取保護措施時訂立保護緩急次序。這份名錄涵蓋了4大類別，包括表演藝術、節慶活動、自然界和宇宙的知識和實踐及傳統手工藝，合共20個項目，其中有10個本地項目：
- 粵劇
- 西貢坑口客家舞麒麟
- 全真道堂科儀音樂
- 長洲太平清醮
- 大澳端午龍舟遊涌
- 香港潮人盂蘭勝會
- 中秋節—大坑舞火龍
- 黃大仙信俗
- 涼茶
- 古琴藝術（斲琴技藝）

同時已被列入更高門檻的國家級非遺代表性項目名錄，它們自動成為香港代表作名錄項目。
其中，粵劇已被列入聯合國教科文組織的《人類非物質文化遺產代表作名錄》，是一項世界級非遺項目。

## 外部連結
- 康樂及文化事務署 非物質文化遺產辦事處 官方網站 （页面存档备份，存于）
- 首份香港非物質文化遺產清單 香港文化博物館